# The Marriage Price
The Marriage Price è un film muto del 1919 diretto da Émile Chautard.

## Trama
Helen Tremaine, una ricca e spendacciona ereditiera, perde suo padre che si è ucciso dopo aver perso gran parte della sua fortuna. Helen rifiuta l'offerta di aiuto di Archie Van Orden, un milionario incapricciato di lei. Quando lui cerca di metterle le mani addosso, la ragazza è salvata dall'intervento di Frederick Lawton, un amico di suo padre, che butta giù dalle scale Van Orden. Helen rifiuta il consiglio di Kenneth Gordon che le suggerisce di sposare Lawton per interesse e cerca invece di trovare un lavoro. Dopo aver tentato senza successo di diventare attrice cinematografica, Helen si trova completamente a terra, ridotta quasi alla fame e così accetta la proposta di matrimonio di Frederick Lawton. Van Orden e Gordon, però, la convincono che lui le abbia mentito e che sia ormai rovinato. Helen, che ha ricevuto da Lawton del denaro, scopre che erano soldi suoi e non parte della fortuna perduta di Tremaine come le aveva detto Frederick. La giovane donna per aiutare l'uomo in difficoltà, gli offre i suoi gioielli: lui, allora le confessa che ha voluto solo metterla alla prova e che le sue finanze sono ancora in ottimo stato.

## Produzione
Il film fu prodotto dalla Famous Players-Lasky Corporation con il titolo di lavorazione For Sale.

## Distribuzione
Distribuito dalla Artcraft Pictures Corporation e dalla Famous Players-Lasky Corporation, il film - presentato da Adolph Zukor -  uscì nelle sale cinematografiche USA il 16 marzo 1919.